# Evita Nossent
Evita Nossent (Chili, 17 april) is een Belgische presentatrice bij radio Klara.
Ze begon haar loopbaan bij de VRT in 2003. Sinds 2005 is ze tevens lerares aan het Stedelijk Conservatorium Mechelen.

## Studies
- Audiovisuele en beeldende kunst, Rits (Hoger Rijks Instituut voor Toneel en Cultuurspreiding) (1999-2003)